# Fator limitante

O barril de Liebig, uma metáfora do fator limitante (no caso a ripa mais curta).

Fator limitante (ou recurso limitante) é a designação dada ao parâmetro ambiental (biótico ou abiótico) que efetivamente controla o crescimento de uma população num determinado biótopo ou ecossistema, limitando o desenvolvimento do organismo e por essa, via o tamanho e a distribuição da população a que o organismo pertence. Numa abordagem centrada no indivíduo constituinte da população cujo crescimento esteja a ser considerado, o fator limitante identifica o parâmetro ambiental singular (no sentido de único) que na situação concreta impede o organismo de alcançar plenamente o seu potencial biótico. Note-se que a limitação tanto pode decorrer da escassez como do excesso, pelo que o conceito de fator limitante não pode ser reduzido à mera determinação da disponibilidade, sendo assim muito mais inclusivo que a Lei de Liebig (a qual na realidade é seu corolário).

## Descrição
Dependendo da situação concreta, o fator limitante pode ser o espaço, a temperatura, a disponibilidade de abrigo, de água, de luz ou de um qualquer nutriente ou ainda a presença de tóxicos ou inibidores. Também factores de natureza ecológica, como a pressão dos predadores ou a ausência de organismos simbiontes ou polinizadores pode constituir-se em fator limitante. Na realidade, dada a complexidade das relações ecológicas e dos requisitos de cada organismo e das suas populações, qualquer parâmetro ambiental pode num determinado tempo e lugar funcionar como "fator limitante".
Contudo, apesar da multiplicidade dos potenciais factores controladores do crescimento, em cada situação concreta e em cada momento apenas um fator, e um só, atua como fator limitante. Assim, num determinado tempo e local, apenas a ação de um parâmetro ambiental atua como fator limitante, mesmo quando resulte da interação entre diversos parâmetros e dos efeitos sinérgicos ou agonísticos que possam resultar dessa interação. O reconhecimento da existência de um único fator limitante em cada situação concreta é um conceito central em ecologia e está subjacente à Lei de Liebig.
A tolerância das espécies são variáveis quanto às diferentes condições ou níveis de disponibilidade recursos, pelo que o fator que limita o crescimento do número de organismos numa população também varia. Algumas espécies têm grande tolerância a fatores ambientais (sendo designadas por euritópicas), com uma curva de tolerância aberta e ampla gama ótima de crescimento, enquanto outras apresentam baixa tolerância e apenas toleram uma gama estreita de variação de determinados fatores ambientais (estenotópicas). Além disso, o crescimento e reprodução da espécie são frequentemente regulados por uma única ou por um pequeno conjunto de condições ou recursos que tendem a ser escassos. O recurso mais escasso, ou a condição em que a espécie tem uma tolerância mais estreita, assume funções limitantes para a população em causa, sendo assim o fator limitante.
Um exemplo típico do efeito do fator limitante é o efeito da disponibilidade de luz solar no crescimento das plantas do sub-bosque nas florestas tropicais, onde o sombramento resultante do crescimento das árvores e lianas controla o crescimento das plantas nos estratos inferiores da floresta. Outro exemplo resulta da constatação de que as plantas precisam de água para aproveitarem a luz solar e os nutrientes disponíveis no solo: em climas áridos, o crescimento da planta é fortemente correlacionada com a chuva, pois apesar da grande disponibilidade de radiação solar e de nutrientes, a escassez de água limita efetivamente o crescimento.